# Ołeksij Kułeba
Ołeksij Wołodymyrowycz Kułeba (ukr. Олексій Володимирович Кулеба; ur. 8 sierpnia 1983 w Kijowie) – ukraiński polityk i urzędnik, przewodniczący Kijowskiej Obwodowej Administracji Państwowej (2022, 2022–2023), zastępca szefa Biura Prezydenta Ukrainy (2023–2024), wicepremier ds. odbudowy Ukrainy (od 2024), minister rozwoju społeczności lokalnych (od 2024).

## Życiorys
W 2005 ukończył studia z zakresu ekonomii międzynarodowej na Kijowskim Narodowym Uniwersytecie Ekonomicznym im. Wadyma Hetmana. W latach 2005–2008 kształcił się na Narodowej Akademii Administracji Publicznej przy Prezydencie Ukrainy w Kijowie. W 2014 uzyskał stopień kandydata nauk w zakresie administracji publicznej. Pracował w przedsiębiorstwie komunalnym w Kijowie i jako nauczyciel akademicki, zajmował stanowiska kierownicze w prywatnych firmach, prowadził również własną działalność gospodarczą. W latach 2010–2015 pełnił funkcję radnego Rzyszczowa. W latach 2019–2020 był dyrektorem wydziału rozwoju miasta w administracji Kijowa. W styczniu 2021 został pierwszym zastępcą przewodniczącego Kijowskiej Miejskiej Administracji Państwowej.
W lutym 2022 prezydent Ukrainy Wołodymyr Zełenski mianował go na stanowisko przewodniczącego Kijowskiej Obwodowej Administracji Państwowej. W połowie marca 2022 w trakcie działań związanych z koniecznością obrony stolicy podczas inwazji Rosji na Ukrainę prezydent funkcję tę powierzył generałowi Ołeksandrowi Pawlukowi. Ołeksij Kułeba przeszedł wówczas na funkcję szefa grupy doradców przewodniczącego Kijowskiej ODA. W maju 2022 powrócił na uprzednio zajmowane stanowisko w obwodzie kijowskim. Administracją obwodową kierował do stycznia 2023, kiedy to objął urząd zastępcy Biura Prezydenta Ukrainy.
We wrześniu 2024 dołączył do rządu Denysa Szmyhala, obejmując w nim stanowiska wicepremiera ds. odbudowy Ukrainy oraz ministra rozwoju społeczności lokalnych. Obie funkcje utrzymał również w utworzonym w lipcu 2025 gabinecie Julii Swyrydenko.

## Odznaczenia
- Order Bohdana Chmielnickiego III klasy (2022)[2]

## Życie prywatne
Żonaty, ma dwie córki.